# Aricia antecalida
Aricia antecalida är en fjärilsart som beskrevs av Ruggero Verity 1946. Aricia antecalida ingår i släktet Aricia och familjen juvelvingar. Inga underarter finns listade i Catalogue of Life.